# Chapim-de-cabeça-preta
O chapim-de-cabeça-preta (Poecile atricapillus) é um pequeno pássaro passeriforme norte-americano, não migratório, que vive em florestas decíduas e mistas. É um membro da família Paridae, também conhecida como chapins. Tem coloração preta na cabeça, um peitoral também preto embaixo e bochechas brancas. Tem a barriga branca, os lados lustrosos e as asas, o dorso e a cauda cinzas. O pássaro é conhecido por suas vocalizações, incluindo o chamado “fee-bee” e o chamado “chick-a-dee-dee-dee”.
O chapim-de-cabeça-preta é amplamente distribuído pela América do Norte, desde o norte dos Estados Unidos até o sul do Canadá e até o Alasca e Yukon. Ele se alimenta principalmente de insetos e sementes e é conhecido por sua capacidade de armazenar alimentos para consumo durante o inverno. O hipocampo do chapim-de-cabeça-preta cresce durante a temporada de armazenamento, o que, acredita-se, ajuda-o a se lembrar melhor dos locais de armazenamento. O chapim-de-cabeça-preta é uma ave social e forma hierarquias de dominância rígidas em seu bando. Durante o inverno, esses bandos incluem outras espécies de pássaros. Ele tem a capacidade de baixar a temperatura corporal durante as noites frias de inverno, o que lhe permite conservar energia.
Os chapins-de-cabeça-preta constroem ninhos em cavidades de árvores, com a temporada de nidificação começando no final de abril e durando até o final de junho. Eles põem, em média, de 6 a 8 ovos, que eclodem após 11 a 14 dias. Os juvenis se tornam prontos para voo de 12 a 16 dias após a eclosão.
Acredita-se que a população de chapins-de-cabeça-preta esteja aumentando, e eles são considerados uma espécie pouco preocupante pela União Internacional para a Conservação da Natureza (IUCN). É o pássaro do estado de Massachusetts e do Maine, nos Estados Unidos, e o pássaro da província de Novo Brunswick, no Canadá.

## Taxonomia
Em 1760, o zoólogo francês Mathurin Jacques Brisson incluiu uma descrição do chapim-de-cabeça-preta em seu livro Ornithologie, com base em um espécime coletado no Canadá. Ele usou o nome francês La mésange a tête noire de Canada e o latim Parus Canadensis Atricapillus. Embora Brisson tenha dado nomes em latim, esses nomes não estão em conformidade com o sistema binomial e não são reconhecidos pela Comissão Internacional de Nomenclatura Zoológica. Em 1766, o naturalista sueco Lineu publicou a 12ª edição de seu livro Systema Naturae, que incluía 240 espécies que haviam sido descritas anteriormente por Brisson. Uma delas era o chapim-de-cabeça-preta. Lineu incluiu uma breve descrição, cunhou o nome binomial Parus atricapillus e citou o trabalho de Brisson. O descritor específico atricapillus significa “cabelo preto” em latim, de ater (preto) e capillus (cabelo da cabeça).
Embora originalmente colocado no gênero Parus com a maioria dos outros chapins, os dados da sequência do citocromo b do DNA mitocondrial e a morfologia sugeriram que a separação do gênero Poecile expressava mais adequadamente as relações dessas aves. O gênero Poecile foi introduzido pelo naturalista alemão Johann Jakob Kaup em 1829, e a American Ornithologists' Union transferiu o chapim-de-cabeça-preta para esse gênero em 1998. Estudos filogenéticos moleculares mostraram que o chapim-de-cabeça-preta é irmão do chapim-da-montanha [en] (Poecile gambeli). O cladograma a seguir mostra as relações entre as várias espécies de chapins, um subconjunto do gênero Poecile:

|  | Chapim-da-lapónia [en] (Poecile cinctus)                                                                                      |
|  | |
|  | \| \| Chapim-de-dorso-castanho [en] (Poecile rufescens) \| \| \| \| \| \| Chapim-boreal [en] (Poecile hudsonicus) \| \| \| \| |
|  | |
|  | Chapim-de-dorso-castanho [en] (Poecile rufescens)                                                                             |
|  | |
|  | Chapim-boreal [en] (Poecile hudsonicus)                                                                                       |
|  | |

|  | Chapim-de-dorso-castanho [en] (Poecile rufescens) |
|  |                                                   |
|  | Chapim-boreal [en] (Poecile hudsonicus)           |
|  |                                                   |

|  | Chapim-da-carolina [en] (Poecile carolinensis)                                                                              |
|  | |
|  | \| \| Chapim-da-cabeça-preta (Poecile atricapillus) \| \| \| \| \| \| Chapim-da-montanha [en] (Poecile gambeli) \| \| \| \| |
|  | |
|  | Chapim-da-cabeça-preta (Poecile atricapillus)                                                                               |
|  | |
|  | Chapim-da-montanha [en] (Poecile gambeli)                                                                                   |
|  | |

|  | Chapim-da-cabeça-preta (Poecile atricapillus) |
|  |                                               |
|  | Chapim-da-montanha [en] (Poecile gambeli)     |
|  |                                               |

|  | Chapim-da-carolina [en] (Poecile carolinensis)                                                                              |
|  | |
|  | \| \| Chapim-da-cabeça-preta (Poecile atricapillus) \| \| \| \| \| \| Chapim-da-montanha [en] (Poecile gambeli) \| \| \| \| |
|  | |
|  | Chapim-da-cabeça-preta (Poecile atricapillus)                                                                               |
|  | |
|  | Chapim-da-montanha [en] (Poecile gambeli)                                                                                   |
|  | |

|  | Chapim-da-cabeça-preta (Poecile atricapillus) |
|  |                                               |
|  | Chapim-da-montanha [en] (Poecile gambeli)     |
|  |                                               |

|  | Chapim-da-carolina [en] (Poecile carolinensis)                                                                              |
|  | |
|  | \| \| Chapim-da-cabeça-preta (Poecile atricapillus) \| \| \| \| \| \| Chapim-da-montanha [en] (Poecile gambeli) \| \| \| \| |
|  | |
|  | Chapim-da-cabeça-preta (Poecile atricapillus)                                                                               |
|  | |
|  | Chapim-da-montanha [en] (Poecile gambeli)                                                                                   |
|  | |

|  | Chapim-da-cabeça-preta (Poecile atricapillus) |
|  |                                               |
|  | Chapim-da-montanha [en] (Poecile gambeli)     |
|  |                                               |

|  | Chapim-da-carolina [en] (Poecile carolinensis)                                                                              |
|  | |
|  | \| \| Chapim-da-cabeça-preta (Poecile atricapillus) \| \| \| \| \| \| Chapim-da-montanha [en] (Poecile gambeli) \| \| \| \| |
|  | |
|  | Chapim-da-cabeça-preta (Poecile atricapillus)                                                                               |
|  | |
|  | Chapim-da-montanha [en] (Poecile gambeli)                                                                                   |
|  | |

|  | Chapim-da-cabeça-preta (Poecile atricapillus) |
|  |                                               |
|  | Chapim-da-montanha [en] (Poecile gambeli)     |
|  |                                               |

|  | Chapim-da-lapónia [en] (Poecile cinctus)                                                                                      |
|  | |
|  | \| \| Chapim-de-dorso-castanho [en] (Poecile rufescens) \| \| \| \| \| \| Chapim-boreal [en] (Poecile hudsonicus) \| \| \| \| |
|  | |
|  | Chapim-de-dorso-castanho [en] (Poecile rufescens)                                                                             |
|  | |
|  | Chapim-boreal [en] (Poecile hudsonicus)                                                                                       |
|  | |

|  | Chapim-de-dorso-castanho [en] (Poecile rufescens) |
|  |                                                   |
|  | Chapim-boreal [en] (Poecile hudsonicus)           |
|  |                                                   |

|  | Chapim-da-carolina [en] (Poecile carolinensis)                                                                              |
|  | |
|  | \| \| Chapim-da-cabeça-preta (Poecile atricapillus) \| \| \| \| \| \| Chapim-da-montanha [en] (Poecile gambeli) \| \| \| \| |
|  | |
|  | Chapim-da-cabeça-preta (Poecile atricapillus)                                                                               |
|  | |
|  | Chapim-da-montanha [en] (Poecile gambeli)                                                                                   |
|  | |

|  | Chapim-da-cabeça-preta (Poecile atricapillus) |
|  |                                               |
|  | Chapim-da-montanha [en] (Poecile gambeli)     |
|  |                                               |

|  | Chapim-da-carolina [en] (Poecile carolinensis)                                                                              |
|  | |
|  | \| \| Chapim-da-cabeça-preta (Poecile atricapillus) \| \| \| \| \| \| Chapim-da-montanha [en] (Poecile gambeli) \| \| \| \| |
|  | |
|  | Chapim-da-cabeça-preta (Poecile atricapillus)                                                                               |
|  | |
|  | Chapim-da-montanha [en] (Poecile gambeli)                                                                                   |
|  | |

|  | Chapim-da-cabeça-preta (Poecile atricapillus) |
|  |                                               |
|  | Chapim-da-montanha [en] (Poecile gambeli)     |
|  |                                               |

|  | Chapim-da-carolina [en] (Poecile carolinensis)                                                                              |
|  | |
|  | \| \| Chapim-da-cabeça-preta (Poecile atricapillus) \| \| \| \| \| \| Chapim-da-montanha [en] (Poecile gambeli) \| \| \| \| |
|  | |
|  | Chapim-da-cabeça-preta (Poecile atricapillus)                                                                               |
|  | |
|  | Chapim-da-montanha [en] (Poecile gambeli)                                                                                   |
|  | |

|  | Chapim-da-cabeça-preta (Poecile atricapillus) |
|  |                                               |
|  | Chapim-da-montanha [en] (Poecile gambeli)     |
|  |                                               |

|  | Chapim-da-carolina [en] (Poecile carolinensis)                                                                              |
|  | |
|  | \| \| Chapim-da-cabeça-preta (Poecile atricapillus) \| \| \| \| \| \| Chapim-da-montanha [en] (Poecile gambeli) \| \| \| \| |
|  | |
|  | Chapim-da-cabeça-preta (Poecile atricapillus)                                                                               |
|  | |
|  | Chapim-da-montanha [en] (Poecile gambeli)                                                                                   |
|  | |

|  | Chapim-da-cabeça-preta (Poecile atricapillus) |
|  |                                               |
|  | Chapim-da-montanha [en] (Poecile gambeli)     |
|  |                                               |

|  | Chapim-da-lapónia [en] (Poecile cinctus)                                                                                      |
|  | |
|  | \| \| Chapim-de-dorso-castanho [en] (Poecile rufescens) \| \| \| \| \| \| Chapim-boreal [en] (Poecile hudsonicus) \| \| \| \| |
|  | |
|  | Chapim-de-dorso-castanho [en] (Poecile rufescens)                                                                             |
|  | |
|  | Chapim-boreal [en] (Poecile hudsonicus)                                                                                       |
|  | |

|  | Chapim-de-dorso-castanho [en] (Poecile rufescens) |
|  |                                                   |
|  | Chapim-boreal [en] (Poecile hudsonicus)           |
|  |                                                   |

|  | Chapim-da-carolina [en] (Poecile carolinensis)                                                                              |
|  | |
|  | \| \| Chapim-da-cabeça-preta (Poecile atricapillus) \| \| \| \| \| \| Chapim-da-montanha [en] (Poecile gambeli) \| \| \| \| |
|  | |
|  | Chapim-da-cabeça-preta (Poecile atricapillus)                                                                               |
|  | |
|  | Chapim-da-montanha [en] (Poecile gambeli)                                                                                   |
|  | |

|  | Chapim-da-cabeça-preta (Poecile atricapillus) |
|  |                                               |
|  | Chapim-da-montanha [en] (Poecile gambeli)     |
|  |                                               |

|  | Chapim-da-carolina [en] (Poecile carolinensis)                                                                              |
|  | |
|  | \| \| Chapim-da-cabeça-preta (Poecile atricapillus) \| \| \| \| \| \| Chapim-da-montanha [en] (Poecile gambeli) \| \| \| \| |
|  | |
|  | Chapim-da-cabeça-preta (Poecile atricapillus)                                                                               |
|  | |
|  | Chapim-da-montanha [en] (Poecile gambeli)                                                                                   |
|  | |

|  | Chapim-da-cabeça-preta (Poecile atricapillus) |
|  |                                               |
|  | Chapim-da-montanha [en] (Poecile gambeli)     |
|  |                                               |

|  | Chapim-da-carolina [en] (Poecile carolinensis)                                                                              |
|  | |
|  | \| \| Chapim-da-cabeça-preta (Poecile atricapillus) \| \| \| \| \| \| Chapim-da-montanha [en] (Poecile gambeli) \| \| \| \| |
|  | |
|  | Chapim-da-cabeça-preta (Poecile atricapillus)                                                                               |
|  | |
|  | Chapim-da-montanha [en] (Poecile gambeli)                                                                                   |
|  | |

|  | Chapim-da-cabeça-preta (Poecile atricapillus) |
|  |                                               |
|  | Chapim-da-montanha [en] (Poecile gambeli)     |
|  |                                               |

|  | Chapim-da-carolina [en] (Poecile carolinensis)                                                                              |
|  | |
|  | \| \| Chapim-da-cabeça-preta (Poecile atricapillus) \| \| \| \| \| \| Chapim-da-montanha [en] (Poecile gambeli) \| \| \| \| |
|  | |
|  | Chapim-da-cabeça-preta (Poecile atricapillus)                                                                               |
|  | |
|  | Chapim-da-montanha [en] (Poecile gambeli)                                                                                   |
|  | |

|  | Chapim-da-cabeça-preta (Poecile atricapillus) |
|  |                                               |
|  | Chapim-da-montanha [en] (Poecile gambeli)     |
|  |                                               |

|  | Chapim-da-lapónia [en] (Poecile cinctus)                                                                                      |
|  | |
|  | \| \| Chapim-de-dorso-castanho [en] (Poecile rufescens) \| \| \| \| \| \| Chapim-boreal [en] (Poecile hudsonicus) \| \| \| \| |
|  | |
|  | Chapim-de-dorso-castanho [en] (Poecile rufescens)                                                                             |
|  | |
|  | Chapim-boreal [en] (Poecile hudsonicus)                                                                                       |
|  | |

|  | Chapim-de-dorso-castanho [en] (Poecile rufescens) |
|  |                                                   |
|  | Chapim-boreal [en] (Poecile hudsonicus)           |
|  |                                                   |

|  | Chapim-da-carolina [en] (Poecile carolinensis)                                                                              |
|  | |
|  | \| \| Chapim-da-cabeça-preta (Poecile atricapillus) \| \| \| \| \| \| Chapim-da-montanha [en] (Poecile gambeli) \| \| \| \| |
|  | |
|  | Chapim-da-cabeça-preta (Poecile atricapillus)                                                                               |
|  | |
|  | Chapim-da-montanha [en] (Poecile gambeli)                                                                                   |
|  | |

|  | Chapim-da-cabeça-preta (Poecile atricapillus) |
|  |                                               |
|  | Chapim-da-montanha [en] (Poecile gambeli)     |
|  |                                               |

|  | Chapim-da-carolina [en] (Poecile carolinensis)                                                                              |
|  | |
|  | \| \| Chapim-da-cabeça-preta (Poecile atricapillus) \| \| \| \| \| \| Chapim-da-montanha [en] (Poecile gambeli) \| \| \| \| |
|  | |
|  | Chapim-da-cabeça-preta (Poecile atricapillus)                                                                               |
|  | |
|  | Chapim-da-montanha [en] (Poecile gambeli)                                                                                   |
|  | |

|  | Chapim-da-cabeça-preta (Poecile atricapillus) |
|  |                                               |
|  | Chapim-da-montanha [en] (Poecile gambeli)     |
|  |                                               |

|  | Chapim-da-carolina [en] (Poecile carolinensis)                                                                              |
|  | |
|  | \| \| Chapim-da-cabeça-preta (Poecile atricapillus) \| \| \| \| \| \| Chapim-da-montanha [en] (Poecile gambeli) \| \| \| \| |
|  | |
|  | Chapim-da-cabeça-preta (Poecile atricapillus)                                                                               |
|  | |
|  | Chapim-da-montanha [en] (Poecile gambeli)                                                                                   |
|  | |

|  | Chapim-da-cabeça-preta (Poecile atricapillus) |
|  |                                               |
|  | Chapim-da-montanha [en] (Poecile gambeli)     |
|  |                                               |

|  | Chapim-da-carolina [en] (Poecile carolinensis)                                                                              |
|  | |
|  | \| \| Chapim-da-cabeça-preta (Poecile atricapillus) \| \| \| \| \| \| Chapim-da-montanha [en] (Poecile gambeli) \| \| \| \| |
|  | |
|  | Chapim-da-cabeça-preta (Poecile atricapillus)                                                                               |
|  | |
|  | Chapim-da-montanha [en] (Poecile gambeli)                                                                                   |
|  | |

|  | Chapim-da-cabeça-preta (Poecile atricapillus) |
|  |                                               |
|  | Chapim-da-montanha [en] (Poecile gambeli)     |
|  |                                               |

|  | Chapim-da-lapónia [en] (Poecile cinctus)                                                                                      |
|  | |
|  | \| \| Chapim-de-dorso-castanho [en] (Poecile rufescens) \| \| \| \| \| \| Chapim-boreal [en] (Poecile hudsonicus) \| \| \| \| |
|  | |
|  | Chapim-de-dorso-castanho [en] (Poecile rufescens)                                                                             |
|  | |
|  | Chapim-boreal [en] (Poecile hudsonicus)                                                                                       |
|  | |

|  | Chapim-de-dorso-castanho [en] (Poecile rufescens) |
|  |                                                   |
|  | Chapim-boreal [en] (Poecile hudsonicus)           |
|  |                                                   |

|  | Chapim-da-carolina [en] (Poecile carolinensis)                                                                              |
|  | |
|  | \| \| Chapim-da-cabeça-preta (Poecile atricapillus) \| \| \| \| \| \| Chapim-da-montanha [en] (Poecile gambeli) \| \| \| \| |
|  | |
|  | Chapim-da-cabeça-preta (Poecile atricapillus)                                                                               |
|  | |
|  | Chapim-da-montanha [en] (Poecile gambeli)                                                                                   |
|  | |

|  | Chapim-da-cabeça-preta (Poecile atricapillus) |
|  |                                               |
|  | Chapim-da-montanha [en] (Poecile gambeli)     |
|  |                                               |

|  | Chapim-da-carolina [en] (Poecile carolinensis)                                                                              |
|  | |
|  | \| \| Chapim-da-cabeça-preta (Poecile atricapillus) \| \| \| \| \| \| Chapim-da-montanha [en] (Poecile gambeli) \| \| \| \| |
|  | |
|  | Chapim-da-cabeça-preta (Poecile atricapillus)                                                                               |
|  | |
|  | Chapim-da-montanha [en] (Poecile gambeli)                                                                                   |
|  | |

|  | Chapim-da-cabeça-preta (Poecile atricapillus) |
|  |                                               |
|  | Chapim-da-montanha [en] (Poecile gambeli)     |
|  |                                               |

|  | Chapim-da-carolina [en] (Poecile carolinensis)                                                                              |
|  | |
|  | \| \| Chapim-da-cabeça-preta (Poecile atricapillus) \| \| \| \| \| \| Chapim-da-montanha [en] (Poecile gambeli) \| \| \| \| |
|  | |
|  | Chapim-da-cabeça-preta (Poecile atricapillus)                                                                               |
|  | |
|  | Chapim-da-montanha [en] (Poecile gambeli)                                                                                   |
|  | |

|  | Chapim-da-cabeça-preta (Poecile atricapillus) |
|  |                                               |
|  | Chapim-da-montanha [en] (Poecile gambeli)     |
|  |                                               |

|  | Chapim-da-carolina [en] (Poecile carolinensis)                                                                              |
|  | |
|  | \| \| Chapim-da-cabeça-preta (Poecile atricapillus) \| \| \| \| \| \| Chapim-da-montanha [en] (Poecile gambeli) \| \| \| \| |
|  | |
|  | Chapim-da-cabeça-preta (Poecile atricapillus)                                                                               |
|  | |
|  | Chapim-da-montanha [en] (Poecile gambeli)                                                                                   |
|  | |

|  | Chapim-da-cabeça-preta (Poecile atricapillus) |
|  |                                               |
|  | Chapim-da-montanha [en] (Poecile gambeli)     |
|  |                                               |

|  | Chapim-da-lapónia [en] (Poecile cinctus)                                                                                      |
|  | |
|  | \| \| Chapim-de-dorso-castanho [en] (Poecile rufescens) \| \| \| \| \| \| Chapim-boreal [en] (Poecile hudsonicus) \| \| \| \| |
|  | |
|  | Chapim-de-dorso-castanho [en] (Poecile rufescens)                                                                             |
|  | |
|  | Chapim-boreal [en] (Poecile hudsonicus)                                                                                       |
|  | |

|  | Chapim-de-dorso-castanho [en] (Poecile rufescens) |
|  |                                                   |
|  | Chapim-boreal [en] (Poecile hudsonicus)           |
|  |                                                   |

|  | Chapim-da-carolina [en] (Poecile carolinensis)                                                                              |
|  | |
|  | \| \| Chapim-da-cabeça-preta (Poecile atricapillus) \| \| \| \| \| \| Chapim-da-montanha [en] (Poecile gambeli) \| \| \| \| |
|  | |
|  | Chapim-da-cabeça-preta (Poecile atricapillus)                                                                               |
|  | |
|  | Chapim-da-montanha [en] (Poecile gambeli)                                                                                   |
|  | |

|  | Chapim-da-cabeça-preta (Poecile atricapillus) |
|  |                                               |
|  | Chapim-da-montanha [en] (Poecile gambeli)     |
|  |                                               |

|  | Chapim-da-carolina [en] (Poecile carolinensis)                                                                              |
|  | |
|  | \| \| Chapim-da-cabeça-preta (Poecile atricapillus) \| \| \| \| \| \| Chapim-da-montanha [en] (Poecile gambeli) \| \| \| \| |
|  | |
|  | Chapim-da-cabeça-preta (Poecile atricapillus)                                                                               |
|  | |
|  | Chapim-da-montanha [en] (Poecile gambeli)                                                                                   |
|  | |

|  | Chapim-da-cabeça-preta (Poecile atricapillus) |
|  |                                               |
|  | Chapim-da-montanha [en] (Poecile gambeli)     |
|  |                                               |

|  | Chapim-da-carolina [en] (Poecile carolinensis)                                                                              |
|  | |
|  | \| \| Chapim-da-cabeça-preta (Poecile atricapillus) \| \| \| \| \| \| Chapim-da-montanha [en] (Poecile gambeli) \| \| \| \| |
|  | |
|  | Chapim-da-cabeça-preta (Poecile atricapillus)                                                                               |
|  | |
|  | Chapim-da-montanha [en] (Poecile gambeli)                                                                                   |
|  | |

|  | Chapim-da-cabeça-preta (Poecile atricapillus) |
|  |                                               |
|  | Chapim-da-montanha [en] (Poecile gambeli)     |
|  |                                               |

|  | Chapim-da-carolina [en] (Poecile carolinensis)                                                                              |
|  | |
|  | \| \| Chapim-da-cabeça-preta (Poecile atricapillus) \| \| \| \| \| \| Chapim-da-montanha [en] (Poecile gambeli) \| \| \| \| |
|  | |
|  | Chapim-da-cabeça-preta (Poecile atricapillus)                                                                               |
|  | |
|  | Chapim-da-montanha [en] (Poecile gambeli)                                                                                   |
|  | |

|  | Chapim-da-cabeça-preta (Poecile atricapillus) |
|  |                                               |
|  | Chapim-da-montanha [en] (Poecile gambeli)     |
|  |                                               |

|  | Chapim-da-lapónia [en] (Poecile cinctus)                                                                                      |
|  | |
|  | \| \| Chapim-de-dorso-castanho [en] (Poecile rufescens) \| \| \| \| \| \| Chapim-boreal [en] (Poecile hudsonicus) \| \| \| \| |
|  | |
|  | Chapim-de-dorso-castanho [en] (Poecile rufescens)                                                                             |
|  | |
|  | Chapim-boreal [en] (Poecile hudsonicus)                                                                                       |
|  | |

|  | Chapim-de-dorso-castanho [en] (Poecile rufescens) |
|  |                                                   |
|  | Chapim-boreal [en] (Poecile hudsonicus)           |
|  |                                                   |

|  | Chapim-da-carolina [en] (Poecile carolinensis)                                                                              |
|  | |
|  | \| \| Chapim-da-cabeça-preta (Poecile atricapillus) \| \| \| \| \| \| Chapim-da-montanha [en] (Poecile gambeli) \| \| \| \| |
|  | |
|  | Chapim-da-cabeça-preta (Poecile atricapillus)                                                                               |
|  | |
|  | Chapim-da-montanha [en] (Poecile gambeli)                                                                                   |
|  | |

|  | Chapim-da-cabeça-preta (Poecile atricapillus) |
|  |                                               |
|  | Chapim-da-montanha [en] (Poecile gambeli)     |
|  |                                               |

|  | Chapim-da-carolina [en] (Poecile carolinensis)                                                                              |
|  | |
|  | \| \| Chapim-da-cabeça-preta (Poecile atricapillus) \| \| \| \| \| \| Chapim-da-montanha [en] (Poecile gambeli) \| \| \| \| |
|  | |
|  | Chapim-da-cabeça-preta (Poecile atricapillus)                                                                               |
|  | |
|  | Chapim-da-montanha [en] (Poecile gambeli)                                                                                   |
|  | |

|  | Chapim-da-cabeça-preta (Poecile atricapillus) |
|  |                                               |
|  | Chapim-da-montanha [en] (Poecile gambeli)     |
|  |                                               |

|  | Chapim-da-carolina [en] (Poecile carolinensis)                                                                              |
|  | |
|  | \| \| Chapim-da-cabeça-preta (Poecile atricapillus) \| \| \| \| \| \| Chapim-da-montanha [en] (Poecile gambeli) \| \| \| \| |
|  | |
|  | Chapim-da-cabeça-preta (Poecile atricapillus)                                                                               |
|  | |
|  | Chapim-da-montanha [en] (Poecile gambeli)                                                                                   |
|  | |

|  | Chapim-da-cabeça-preta (Poecile atricapillus) |
|  |                                               |
|  | Chapim-da-montanha [en] (Poecile gambeli)     |
|  |                                               |

|  | Chapim-da-carolina [en] (Poecile carolinensis)                                                                              |
|  | |
|  | \| \| Chapim-da-cabeça-preta (Poecile atricapillus) \| \| \| \| \| \| Chapim-da-montanha [en] (Poecile gambeli) \| \| \| \| |
|  | |
|  | Chapim-da-cabeça-preta (Poecile atricapillus)                                                                               |
|  | |
|  | Chapim-da-montanha [en] (Poecile gambeli)                                                                                   |
|  | |

|  | Chapim-da-cabeça-preta (Poecile atricapillus) |
|  |                                               |
|  | Chapim-da-montanha [en] (Poecile gambeli)     |
|  |                                               |

|  | Chapim-da-lapónia [en] (Poecile cinctus)                                                                                      |
|  | |
|  | \| \| Chapim-de-dorso-castanho [en] (Poecile rufescens) \| \| \| \| \| \| Chapim-boreal [en] (Poecile hudsonicus) \| \| \| \| |
|  | |
|  | Chapim-de-dorso-castanho [en] (Poecile rufescens)                                                                             |
|  | |
|  | Chapim-boreal [en] (Poecile hudsonicus)                                                                                       |
|  | |

|  | Chapim-de-dorso-castanho [en] (Poecile rufescens) |
|  |                                                   |
|  | Chapim-boreal [en] (Poecile hudsonicus)           |
|  |                                                   |

|  | Chapim-da-carolina [en] (Poecile carolinensis)                                                                              |
|  | |
|  | \| \| Chapim-da-cabeça-preta (Poecile atricapillus) \| \| \| \| \| \| Chapim-da-montanha [en] (Poecile gambeli) \| \| \| \| |
|  | |
|  | Chapim-da-cabeça-preta (Poecile atricapillus)                                                                               |
|  | |
|  | Chapim-da-montanha [en] (Poecile gambeli)                                                                                   |
|  | |

|  | Chapim-da-cabeça-preta (Poecile atricapillus) |
|  |                                               |
|  | Chapim-da-montanha [en] (Poecile gambeli)     |
|  |                                               |

|  | Chapim-da-carolina [en] (Poecile carolinensis)                                                                              |
|  | |
|  | \| \| Chapim-da-cabeça-preta (Poecile atricapillus) \| \| \| \| \| \| Chapim-da-montanha [en] (Poecile gambeli) \| \| \| \| |
|  | |
|  | Chapim-da-cabeça-preta (Poecile atricapillus)                                                                               |
|  | |
|  | Chapim-da-montanha [en] (Poecile gambeli)                                                                                   |
|  | |

|  | Chapim-da-cabeça-preta (Poecile atricapillus) |
|  |                                               |
|  | Chapim-da-montanha [en] (Poecile gambeli)     |
|  |                                               |

|  | Chapim-da-carolina [en] (Poecile carolinensis)                                                                              |
|  | |
|  | \| \| Chapim-da-cabeça-preta (Poecile atricapillus) \| \| \| \| \| \| Chapim-da-montanha [en] (Poecile gambeli) \| \| \| \| |
|  | |
|  | Chapim-da-cabeça-preta (Poecile atricapillus)                                                                               |
|  | |
|  | Chapim-da-montanha [en] (Poecile gambeli)                                                                                   |
|  | |

|  | Chapim-da-cabeça-preta (Poecile atricapillus) |
|  |                                               |
|  | Chapim-da-montanha [en] (Poecile gambeli)     |
|  |                                               |

|  | Chapim-da-carolina [en] (Poecile carolinensis)                                                                              |
|  | |
|  | \| \| Chapim-da-cabeça-preta (Poecile atricapillus) \| \| \| \| \| \| Chapim-da-montanha [en] (Poecile gambeli) \| \| \| \| |
|  | |
|  | Chapim-da-cabeça-preta (Poecile atricapillus)                                                                               |
|  | |
|  | Chapim-da-montanha [en] (Poecile gambeli)                                                                                   |
|  | |

|  | Chapim-da-cabeça-preta (Poecile atricapillus) |
|  |                                               |
|  | Chapim-da-montanha [en] (Poecile gambeli)     |
|  |                                               |

Até o final dos anos 1900, o chapim-de-cabeça-preta era considerado por alguns como sendo coespecífico do chapim-montês [en] da Eurásia e do chapim-da-carolina [en], devido à sua aparência muito semelhante.:8–9 Um estudo de 1989 demonstrou que o chapim-montês e o chapim-de-cabeça-preta eram espécies diferentes; no entanto, a distinção do chapim-da-carolina permaneceu em questão até 2005.

### Subespécies
Nove subespécies são reconhecidas atualmente. Elas são apresentadas abaixo na ordem taxonômica estabelecida pela International Ornithologists' Union (IOC):
- Poecile atricapillus turneri (Ridgway, 1884): Encontrado no sul do Alasca e no noroeste do Canadá e tem a coloração mais pálida de todas as subespécies.[13][14]

- Poecile atricapillus occidentalis (Baird, 1858): Ocorre desde o sudoeste da Colúmbia Britânica até o noroeste da Califórnia, é o menor em tamanho e apresenta a coloração mais escura de todas as subespécies.[13][14]

- Poecile atricapillus fortuitus ( Dawson, 1909): Ocorre desde o interior do sudoeste do Canadá até o noroeste dos EUA.[13][11]:16

- Poecile atricapillus septentrionalis ( Harris, 1846): Ocorre desde o oeste e centro do Canadá até o sul dos EUA. É visualmente semelhante ao P. a. atricapillus, mas tem asas e cauda um pouco mais longas.[13][14]

- Poecile atricapillus bartletti ( Alrich & Nutt, 1939): Vive apenas em Terra Nova e Labrador, Canadá, e é a única espécie com DNA mitocondrial diferente, provavelmente devido ao isolamento geográfico.[13][14] É maior e mais escuro que o P. a. atricapillus.[11]:15

- Poecile atricapillus atricapillus (Lineu, 1766): Subespécie nomeada, que se estende do leste e centro do Canadá até o nordeste dos EUA.[13]

- Poecile atricapillus garrinus ( Behle, 1951): Vive no centro-oeste dos EUA.[13] Tem o dorso marrom e a garupa lustrosa.[11]:16

- Poecile atricapillus nevadensis (Linsdale, 1938): Vive no oeste dos EUA e é visualmente semelhante ao P. a. septentrionalis, mas com bordas mais pálidas nas asas e na cauda.[13][11]:16

- Poecile atricapillus practicus (Oberholser, 1937): Vive nos Apalaches no leste dos EUA.[13] Semelhante ao P. a. atricapillus, embora um pouco menor, menos escuro no dorso e com bordas brancas menos proeminentes nas asas e na cauda.[11]:14

## Descrição

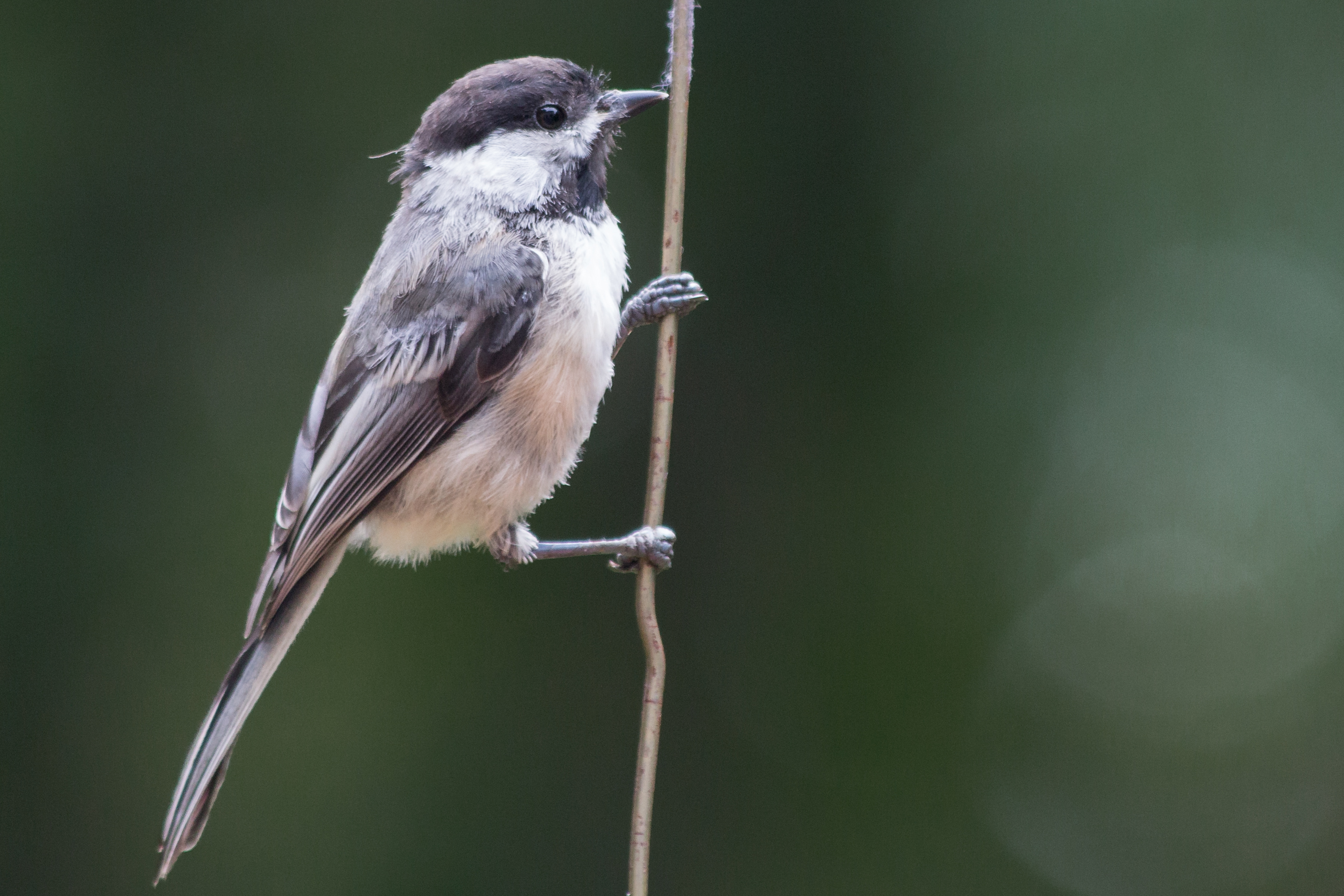
O chapim-de-cabeça-preta agarrado a um fio.

O chapim-de-cabeça-preta tem cabeça e peitoral pretos com bochechas brancas. Suas partes inferiores são brancas com flancos de cor lustrosa. Seu dorso é cinza-esverdeado e sem manchas, e a cauda e as asas são cinza-ardósia. Tem bico e pernas pretos e íris marrom-escura. Os machos e as fêmeas são geralmente semelhantes, embora os machos tenham um peitoral maior. Eles também podem ser distinguidos com base em uma combinação de peso e comprimento da cauda. O comprimento do tarso não diferencia significativamente os sexos. Os machos têm um comprimento de asa de 63,5-67,5 mm, um comprimento de cauda de 58-63 mm, um comprimento de bico de 8-9,5 mm e um comprimento de tarso de 16-17 mm. As fêmeas são, em média, um pouco menores, com comprimento de asa de 60,5 a 66,5 mm, comprimento da cauda de 56,3-63 mm, comprimento do bico de 9-9,5 mm e comprimento do tarso de 16-17 mm. Ambos os sexos pesam de 10 a 14 g. Os juvenis são visualmente semelhantes aos adultos, mas com plumagem mais fofa.:5
Embora o alcance geralmente possa ser usado para separá-los, o chapim-de-cabeça-preta é muito semelhante em aparência ao chapim-da-carolina. As bordas das asas são um pouco mais pálidas do que as do chapim-da-carolina, e o peitoral do chapim-de-cabeça-preta tem uma borda mais “bagunçada” do que o chapim-da-carolina. A maneira mais confiável de distinguir as duas espécies é pelas vocalizações. Os chapins-de-cabeça-preta têm um canto mais lento, rouco e de duas partes, enquanto os chapins-da-carolina têm um canto de três partes.
Os chapins-de-cabeça-preta também são um pouco semelhantes aos chapins-da-montanha e aos chapins-boreais. Os chapins-da-montanha podem ser distinguidos por uma faixa branca distinta acima dos olhos, e os chapins-boreais têm cabeça marrom, em oposição à cabeça do chapim-de-cabeça-preta.

### Vocalização

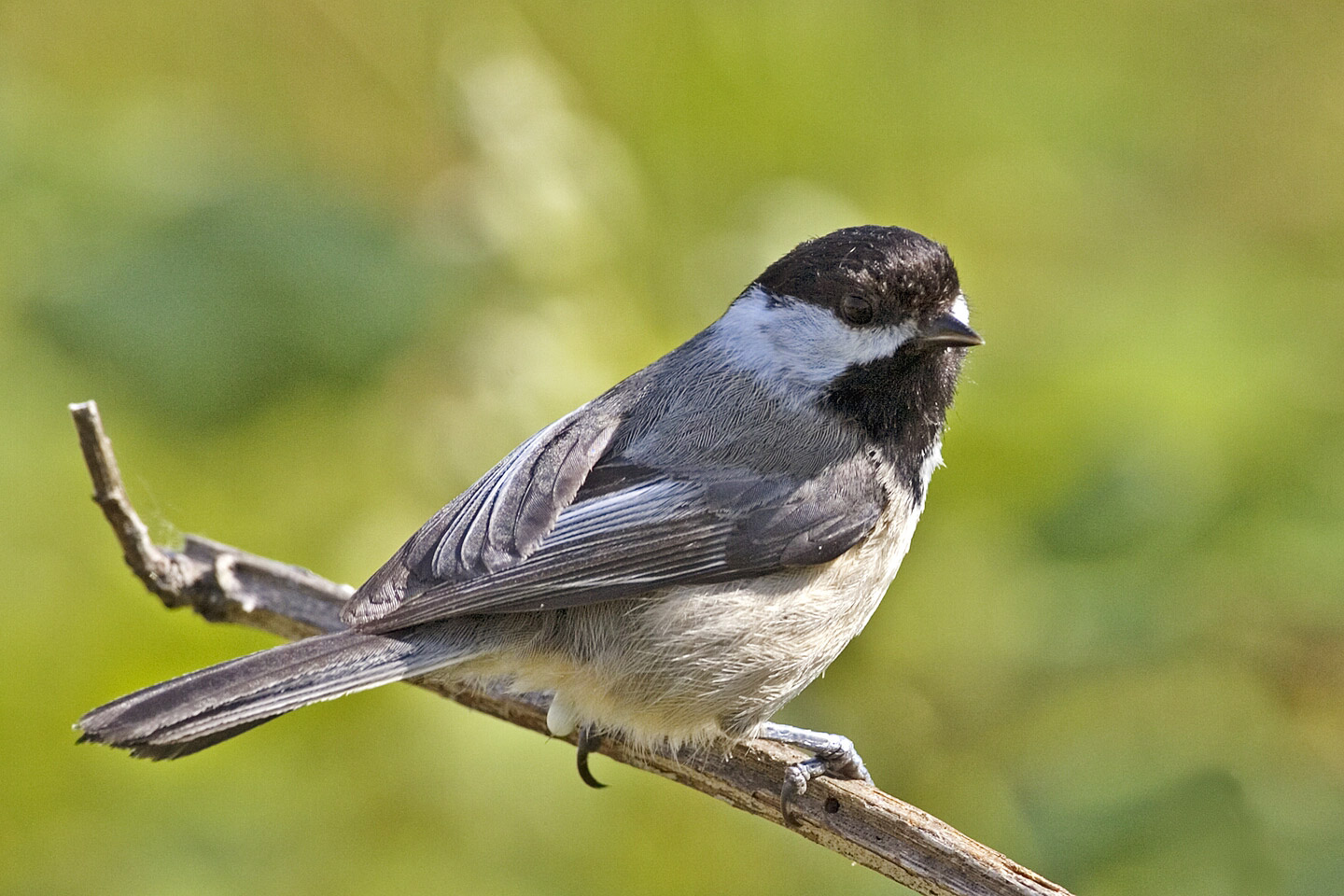
Chapim-de-cabeça-preta, Parque Regional de Iona Beach.

As vocalizações do chapim-de-cabeça-preta são altamente complexas, com 16 tipos distintos de vocalizações usadas para transmitir uma série de informações. Essas vocalizações são provavelmente uma adaptação evolutiva ao seu habitat; eles vivem e se alimentam em vegetação densa e, mesmo quando o bando está próximo, as aves tendem a ficar fora do alcance visual umas das outras.

Um dos sons mais reconhecíveis produzidos, principalmente pelos machos, é o canto de duas notas fee-bee. É um assobio simples e claro de duas notas, idênticas em ritmo, a primeira aproximadamente um passo inteiro acima da segunda. A frequência de suas canções geralmente começa em torno de 400 Hz, e vários tons que abrangem aproximadamente 1 kHz são cantados dentro da canção. Ocorre uma diminuição de aproximadamente 200 Hz quando a primeira nota (fee) é cantada e, em seguida, ocorre outra diminuição de cerca de 400 Hz entre o final de fee e o início de bee. No entanto, apesar dessas múltiplas mudanças de frequência, quem ouve o canto ouve apenas um tom puro de alta frequência. Isso se distingue do canto de quatro notas do chapim-da-carolina, fee-bee fee-bay; as notas mais baixas são quase idênticas, mas as notas mais altas do fee são omitidas, fazendo com que o canto do chapim-de-cabeça-preta se pareça com o bee bay. Os machos cantam apenas em relativo isolamento de outros chapins (inclusive de suas companheiras). No final do verão, alguns pássaros jovens cantam apenas uma única nota.
Ambos os sexos às vezes fazem uma versão fraca do canto fee-bee, e isso parece ser usado para alimentar os filhotes. Durante a reprodução, o macho pode fazer esse canto para tentar atrair uma fêmea. Durante a nidificação, esse canto é usado por ambos os sexos para chamar o parceiro quando não estão à vista. É difícil distinguir machos e fêmeas com base apenas em seu canto. Uma análise bioacústica realizada em canções de machos e fêmeas revelou que o canto dos machos flutua mais, e a amplitude absoluta de ambos os sexos é a mesma.
O canto mais conhecido é o chick-a-dee-dee-dee. Esse canto que parece simples é surpreendentemente complexo. Os cientistas o estudam desde meados da década de 1970. Ele é produzido por machos e fêmeas durante todo o ano. Observou-se que ele consiste em até quatro unidades distintas, denominadas A, B, C e D. A, B e C são variações da parte “chick-a” do canto, e D é o “dee” repetido. Elas podem ser organizadas em diferentes padrões para comunicar informações sobre ameaças de predadores e coordenação do movimento do grupo. Essas quatro notas só aparecem nessa ordem consecutiva, com cada nota anterior se misturando à seguinte; no entanto, nem todas as quatro notas sempre aparecem no canto. Como outros sons que o chapim produz, ele pode ser ouvido em diversas variações. As notas A e B são quase idênticas entre si, tanto em frequência quanto em duração, embora os chapins-de-cabeça-preta tenham a capacidade de perceber rapidamente a diferença entre essas duas notas. Essa semelhança não é observada entre as notas C e D. A nota C flutua de baixo para alto e depois de volta para baixo, enquanto a nota D tem uma frequência constante. Embora não tenha sido confirmado, um estudo encontrou evidências de uma função por trás das notas C e D: a nota C é usada para indicar a localização do alimento, e a nota D é usada para distinguir entre um membro da mesma espécie e um predador em potencial.
Nem as notas individuais nem os grupos de notas têm a mesma probabilidade de aparecer no canto chick-a-dee-dee-dee. Sua forma de sintaxe pode assumir várias estruturas diferentes, mas as duas mais comumente ouvidas são [A][D] e [B][C][D]. As chamadas que contêm a nota D são as mais frequentemente ouvidas. Um estudo da chamada mostrou que o número de "dees" indica o nível de ameaça de predadores próximos. Em uma análise de mais de 5.000 chamados de alarme de chapins, os chamados de alarme disparados por aves de rapina pequenas e perigosas tinham um intervalo mais curto entre o chick e o dee e tendiam a ter dees extras, geralmente quatro em vez de dois. Em um caso, um chamado de alerta sobre uma coruja do gênero Glaucidium - uma das principais ameaças aos pintinhos - continha 23 dees. O chapim-da-carolina faz um chamado semelhante, que é mais rápido e mais agudo.

Outras espécies também foram observadas fazendo uso desses chamados de alarme chick-a-dee-dee-dee. Durante a estação não reprodutiva, bandos de espécies mistas podem se formar para ajudar a forragear e evitar predadores, e podem incluir trepadeiras, pica-paus e pássaros dos gêneros Regulus e Vireo, entre outros. Essas espécies reagem quando um chapim faz o chamado de alarme. A trepadeira-azul-do-canadá foi observada reagindo mais fortemente aos chamados de alarme de maior ameaça, indicando alguma compreensão de sua sintaxe.
Os chapins-de-cabeça-preta emitem vários outros chamados e sons, como um ruído de gargarejo normalmente usado pelos machos para indicar uma ameaça de ataque a outro macho, geralmente durante a alimentação. Esse canto também é usado em contextos sexuais. Os chapins-de-cabeça-preta aprendem o som do gargarejo logo após o nascimento e continuam a desenvolvê-lo até a idade adulta. Esse som está entre os mais complexos dos cantos; em uma população de chapins, o gargarejo continha de 2 a 9 instâncias de 14 notas distintas, todas cantadas em meio segundo.
O aprendizado social, em particular, influencia muito o desenvolvimento do gargarejo. A partir de 30 a 35 dias após o nascimento, cadeias de precursores ou sub-gargarejos de baixa amplitude são produzidos por cerca de um minuto. Nessa época, eles aprendem a produzir esses sons ouvindo seus pais e irmãos. Três populações de chapins foram observadas em três locais diferentes durante 8 anos, e todas elas produziram vocalizações muito semelhantes entre si. As sequências de sub-gargarejos em chapins juvenis são quase perfeitamente contínuas e de frequência baixa e instável, mas sem várias sílabas. Quando suas habilidades vocais estão totalmente desenvolvidas, uma frequência estável é produzida e uma variedade de sílabas é ouvida, variando em comprimento.
Outros chamados que foram observados incluem “broken dee”, “variable see”, "hiss", "snarl twitter", “high zee” e "tseet". Alguns desses cantos são usados durante a reprodução para atrair uma parceira ou reforçar um vínculo de casal, como o “broken dee” e o “variable see”. Outros, como o "snarl" e o "twitter", são usados territorialmente.:57
Os chapins-de-cabeça-preta em um ambiente com ruído ambiente nas mesmas frequências de suas canções são capazes de ajustar a frequência de suas canções para se comunicar de forma eficaz com a população ao redor. Ao interagir com outros chapins próximos, os machos igualavam suas frequências; no entanto, quando o ambiente ao redor era barulhento com outras espécies, os machos se adaptavam aumentando a frequência de suas canções. Outra pesquisa, no entanto, mostrou que os machos de chapins às vezes igualam intencionalmente os tons dos chapins concorrentes como forma de demonstrar agressividade. Os machos dominantes em uma população geralmente competem com os machos de posição inferior, e as competições de canto são uma forma de os machos decidirem quem vai acasalar. Quando um macho perde uma competição, especialmente um macho de posição mais alta na população, ele geralmente tem dificuldade para encontrar uma parceira.

## Distribuição e habitat
Os chapins-de-cabeça-preta não são migratórios e podem ser encontrados em grande parte da América do Norte. Eles se distribuem desde o oeste do Alasca, passando pelo sul de Yukon e pelas províncias canadenses, da Colúmbia Britânica, a oeste, até as províncias marítimas e Terra Nova e Labrador, a leste. A distribuição continua nos Estados Unidos, com sua área de distribuição estendendo-se até o norte da Califórnia, no sudoeste, passando pelo norte de Nevada e Novo México, continuando pelo meio-oeste dos Estados Unidos até Nova Jersey. Também pode ser encontrado nos Apalaches, em altitudes mais elevadas. Na Colúmbia Britânica, o chapim-de-cabeça-preta está ausente na Ilha Vancouver, nas Ilhas do Golfo [en], em Haida Gwaii e em partes da Sunshine Coast [en], onde é substituído pelo chapim-de-dorso-castanho. Normalmente, são mais comuns em altitudes abaixo de 750 m, embora sejam conhecidos por ocorrerem a até 3.200 m.
Os chapins-de-cabeça-preta habitam áreas arborizadas, incluindo florestas de coníferas e decíduas, parques urbanos, bosques de salgueiros e áreas suburbanas. Eles não variam seu habitat entre as estações reprodutivas e não reprodutivas, embora no inverno possam ocorrer migração e dispersão irregulares de aves.

## Comportamento e ecologia

### Dieta e forrageamento
Os insetos (especialmente lagartas) formam uma grande parte de sua dieta no verão. Os pássaros pulam ao longo dos galhos das árvores em busca de alimento, às vezes pendurados de cabeça para baixo ou pairando; eles podem fazer voos curtos para pegar insetos no ar. Sementes e frutos silvestres tornam-se mais importantes no inverno, embora ovos e pupas de insetos sejam consumidos quando disponíveis. Sabe-se também que os chapins-de-cabeça-preta comem a gordura de mamíferos mortos. As sementes de girassol são prontamente retiradas dos comedouros de pássaros. Os pássaros pegam uma semente no bico e geralmente voam do comedouro para uma árvore, onde martelam a semente em um galho para abri-la.
Como muitas outras espécies da família Paridae, os chapins-de-cabeça-preta comumente armazenam alimentos, principalmente sementes, mas às vezes também insetos. Os itens são armazenados individualmente em vários locais, como cascas de árvores, folhas mortas, aglomerados de coníferas ou buracos. A memória da localização dos esconderijos pode durar até 28 dias. Nas primeiras 24 horas, os pássaros podem até se lembrar da qualidade relativa dos itens armazenados.
Esse comportamento de armazenamento fez com que os chapins-de-cabeça-preta tivessem hipocampos maiores em comparação com outros chapins, que por sua vez têm hipocampos relativamente maiores em comparação com outros pássaros da família Paridae que armazenam itens. Essa variação de tamanho também existe na população de chapins-de-cabeça-preta com base na região em que vivem, sendo que aqueles que vivem em climas mais severos (como o Alasca) têm hipocampos maiores. No entanto, não há variação entre os sexos. O tamanho do hipocampo dos chapins-de-cabeça-preta também varia ao longo do ano, sendo o maior em outubro e o menor em fevereiro. Embora a razão exata para essa mudança sazonal seja desconhecida, acredita-se que o hipocampo cresça para permitir que o chapim se lembre dos locais de armazenamento e, em seguida, diminua à medida que esses esconderijos são usados.

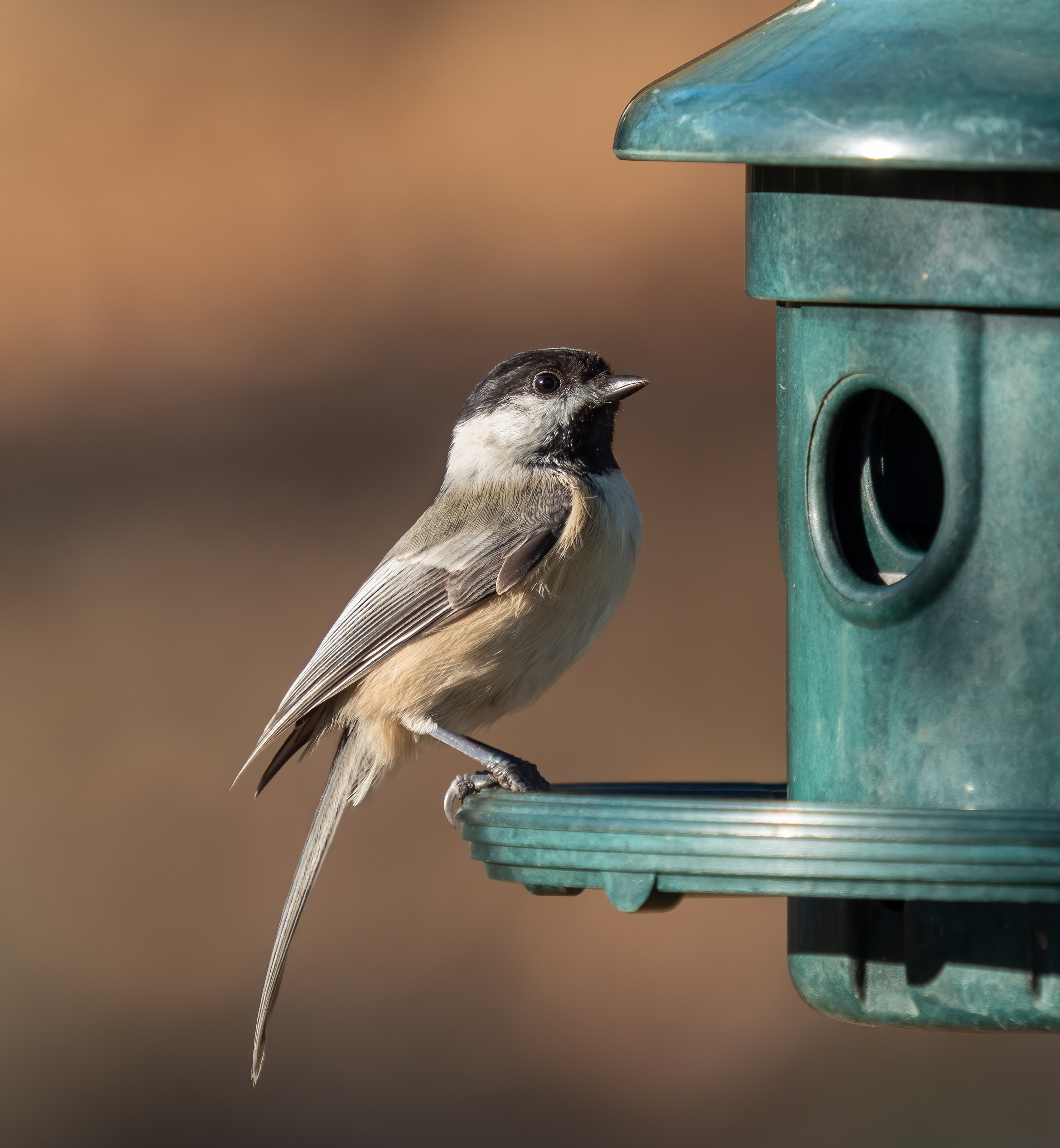
Chapim-de-cabeça-preta em um comedouro.

O comportamento de forrageamento no inverno tende a diminuir, sendo afetado principalmente por temperaturas mais baixas e ventos mais fortes. Em partes da área de distribuição do chapim-de-cabeça-preta com invernos muito frios, como Minnesota, as taxas de sobrevivência são afetadas pelo acesso a alimentos suplementares. Os chapins com acesso a comedouros para pássaros em um inverno muito frio têm duas vezes mais probabilidade de sobreviver do que aqueles sem acesso a esse alimento suplementar; meses com clima severo, quando a temperatura cai abaixo de -18 °C por mais de cinco dias, fazem a principal diferença entre as taxas de sobrevivência com e sem comedouros. Na Pensilvânia, no extremo sul de sua área de distribuição, com invernos mais amenos, o monitoramento de populações com e sem comedouros sugere que os comedouros em clima mais ameno influenciam os movimentos dos chapins, mas não sua sobrevivência real.

### Metabolismo
Nas noites frias de inverno, essas aves podem reduzir sua temperatura corporal em até 12 °C (de sua temperatura normal de cerca de 42 °C) para conservar energia. Essa capacidade de torpor não é muito comum em aves. Outras espécies de aves com capacidade de torpor incluem o andorinhão-preto (Apus apus), o noitibó-de-nuttall (Phalaenoptilus nuttallii), o bacurau-de-asa-fina (Chordeiles acutipennis) e várias espécies de beija-flores.

### Movimento e empoleiramento
Durante o inverno, os chapins costumam se reunir em bandos. Muitas outras espécies de pássaros - incluindo chapins, trepadeiras e parulídeos - podem ser encontradas com frequência procurando alimentos nesses bandos. Os bandos mistos permanecem juntos porque os chapins chamam sempre que encontram uma boa fonte de alimento. Esse chamado forma a coesão do grupo, permitindo que os outros pássaros encontrem alimentos com mais eficiência. Os chapins-de-cabeça-preta dormem em vegetação densa ou em cavidades, geralmente sozinhos, embora ocasionalmente possam se empoleirar juntos.
Seu voo é levemente ondulado com batidas rápidas das asas. Os voos são geralmente curtos, com menos de 15 m e velocidade em torno de 20 km/h. Eles tendem a evitar voar em grandes áreas abertas e, em vez disso, são encontrados voando ao longo de linhas de árvores ou florestas.

### Ecdise
Os chapins fazem a ecdise uma vez por ano, começando em julho ou agosto e geralmente levando de dois a três meses. Eles não fazem a ecdise na primavera antes da reprodução. A ecdise pós-juvenil no final do primeiro verão de vida é parcial, envolvendo apenas as penas do corpo e as coberturas das asas. Nos anos seguintes, a ecdise pós-nupcial no final de cada estação reprodutiva é sempre completa, envolvendo todas as penas. Os chapins em ecdise não são vistos com frequência, preferindo permanecer silenciosos e escondidos.:167 

### Hierarquia de dominância
Durante o inverno, a espécie forma bandos nos quais as hierarquias de dominância podem ser facilmente observadas. As hierarquias de dominância desempenham um papel importante na determinação dos comportamentos sociais entre as aves nesses bandos. Os chapins com classificações sociais mais altas têm melhor acesso a alimentos durante o inverno, o que faz com que eles tenham uma condição corporal melhor, maior tamanho do território e maior sucesso reprodutivo.:190–192 As hierarquias são lineares e estáveis; uma vez estabelecida uma relação entre duas aves, ela permanece a mesma por muitos anos. Em geral, as aves mais velhas e mais experientes são dominantes sobre as mais jovens, e os machos são dominantes sobre as fêmeas. Os membros dominantes e subordinados diferem em suas estratégias de forrageamento e comportamentos de risco. Os indivíduos dominantes controlam o acesso aos recursos preferidos e restringem os subordinados a forragear em ambientes novos, mais arriscados ou abaixo do ideal.:192–193 Um estudo de 2011 demonstrou que isso faz com que os indivíduos subordinados sejam menos cautelosos ao se aproximarem de novos alimentos e objetos em comparação com seus colegas dominantes. Isso é semelhante ao que ocorre com os primatas subordinados, que se alimentam de novos alimentos mais prontamente do que os indivíduos dominantes, porque estão mais acostumados a comer alimentos não ideais e desconhecidos. Não foi observada nenhuma diferença na capacidade de aprender novas tarefas de forrageamento entre indivíduos dominantes e subordinados.

### Reprodução

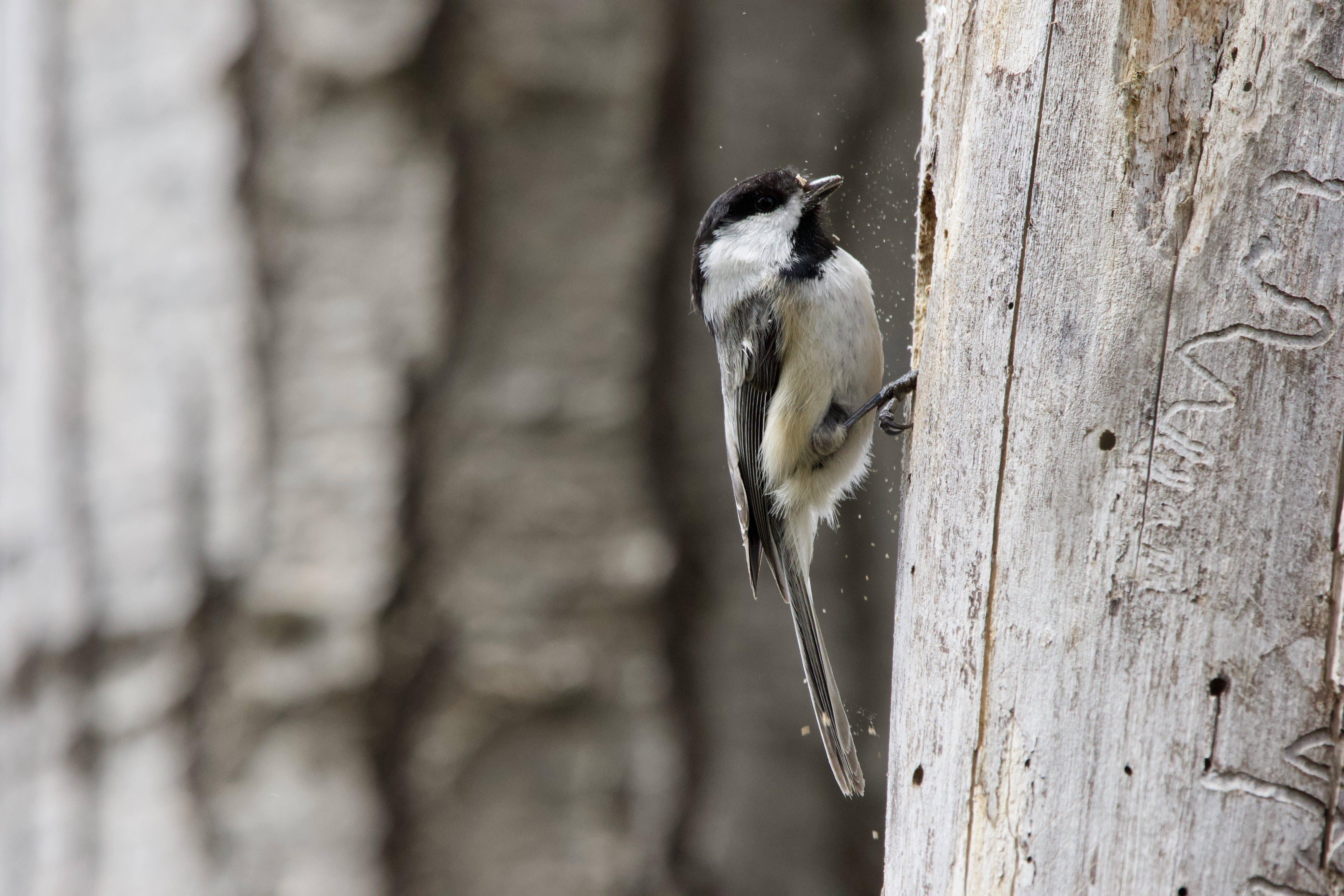
Um chapim-de-cabeça-preta escavando uma cavidade de ninho em uma árvore morta.

Os chapins-de-cabeça-preta começam a formar pares de reprodução no final do outono e durante o inverno. Na primavera, os bandos de inverno se dispersam em pares constituintes. Os chapins-de-cabeça-preta são em grande parte monogâmicos durante esse período, embora ocasionalmente os machos sejam observados acasalando com várias fêmeas.:90–92 As fêmeas preferem machos dominantes, e o maior sucesso reprodutivo está intimamente relacionado à classificação mais alta do macho.
O chapim-de-cabeça-preta faz ninho em cavidades de árvores a 1-7 m acima do solo. O casal escava o buraco junto, usa uma cavidade natural ou reutiliza um antigo ninho de pica-pau. Essa espécie também pode fazer o ninho em uma caixa-ninho [en]. Os locais de nidificação são normalmente escolhidos pelas fêmeas, mas a escavação da cavidade é feita por ambos os sexos. O ninho em si é construído apenas pela fêmea e consiste em uma base de material grosso, como musgo ou tiras de casca de árvore, e um revestimento de material mais fino, como pelos de mamíferos. A época de nidificação vai do final de abril a junho, com as fêmeas de maior classificação nidificando antes das de menor classificação. Os ovos são brancos, com finos pontos marrom-avermelhados que se concentram na extremidade maior. Em média, os ovos medem 1,52 cm × 1,22 cm, e geralmente há de seis a oito ovos. A incubação dura de 11 a 14 dias e é feita somente pela fêmea; o macho a alimenta durante esse período. Se ocorrer uma perturbação incomum na entrada do ninho, a fêmea pode emitir um silvo explosivo como o de uma cobra, uma provável adaptação para assustar os predadores do ninho.

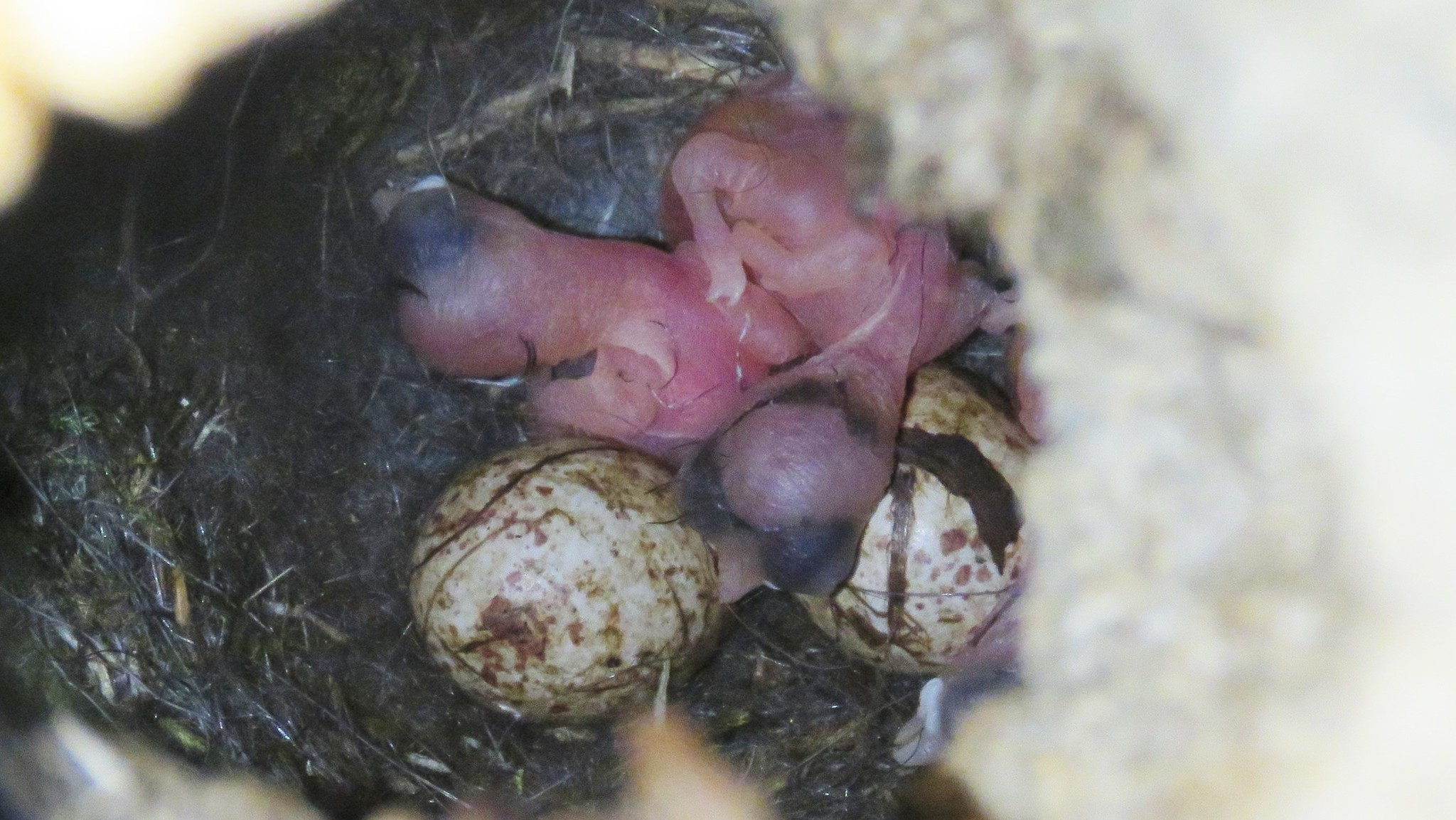
Os filhotes de chapim-de-cabeça-preta são altriciais e nascem sem penas.

Os filhotes são altriciais, emergindo sem penas e com os olhos fechados. Os filhotes são alimentados por ambos os sexos, mas são criados apenas pela fêmea (o macho traz comida para ela durante a criação, que ela passa para os filhotes). Os filhotes deixam o ninho de 12 a 16 dias após a eclosão, em grande parte porque os pais começam a oferecer alimentos somente fora do buraco do ninho. Os filhotes ainda são alimentados pelos pais por várias semanas, mas são capazes de pegar comida por conta própria uma semana depois de deixar o ninho.
Os chapins-de-cabeça-preta geralmente se reproduzem apenas uma vez por ano, mas é possível haver uma segunda ninhada se a primeira for perdida. A primeira reprodução ocorre com um ano de idade. A expectativa de vida máxima registrada é de 12 anos, embora a maioria viva cerca de 2,5 anos.
Os chapins-de-cabeça-preta podem cruzar com os chapins-da-carolina ou os chapins-da-montanha onde suas áreas de distribuição se sobrepõem. O cruzamento com os chapins-boreais também foi documentado, embora seja mais raro.

### Predadores e parasitas
Os chapins-de-cabeça-preta estão sujeitas principalmente à predação por aves de rapina, incluindo corujas, falcões e picanços. Também ocorre predação de ninhos, principalmente por guaxinins, esquilos, gambás e cobras.: 255-260 Às vezes, os locais de nidificação também são invadidos por curruíras, que destroem os ovos do chapim para reutilizar o local para seu ninho.
Como muitas aves, os chapins-de-cabeça-preta são suscetíveis ao vírus do Nilo Ocidental. Sabe-se também que eles são afetados por parasitas sanguíneos, inclusive os que causam a malária, mas não foram detectadas taxas particularmente altas de infecção. Sabe-se também que os chapins-de-cabeça-preta são afetados pelo transtorno de queratina aviária [en].

## Aves estaduais e provinciais

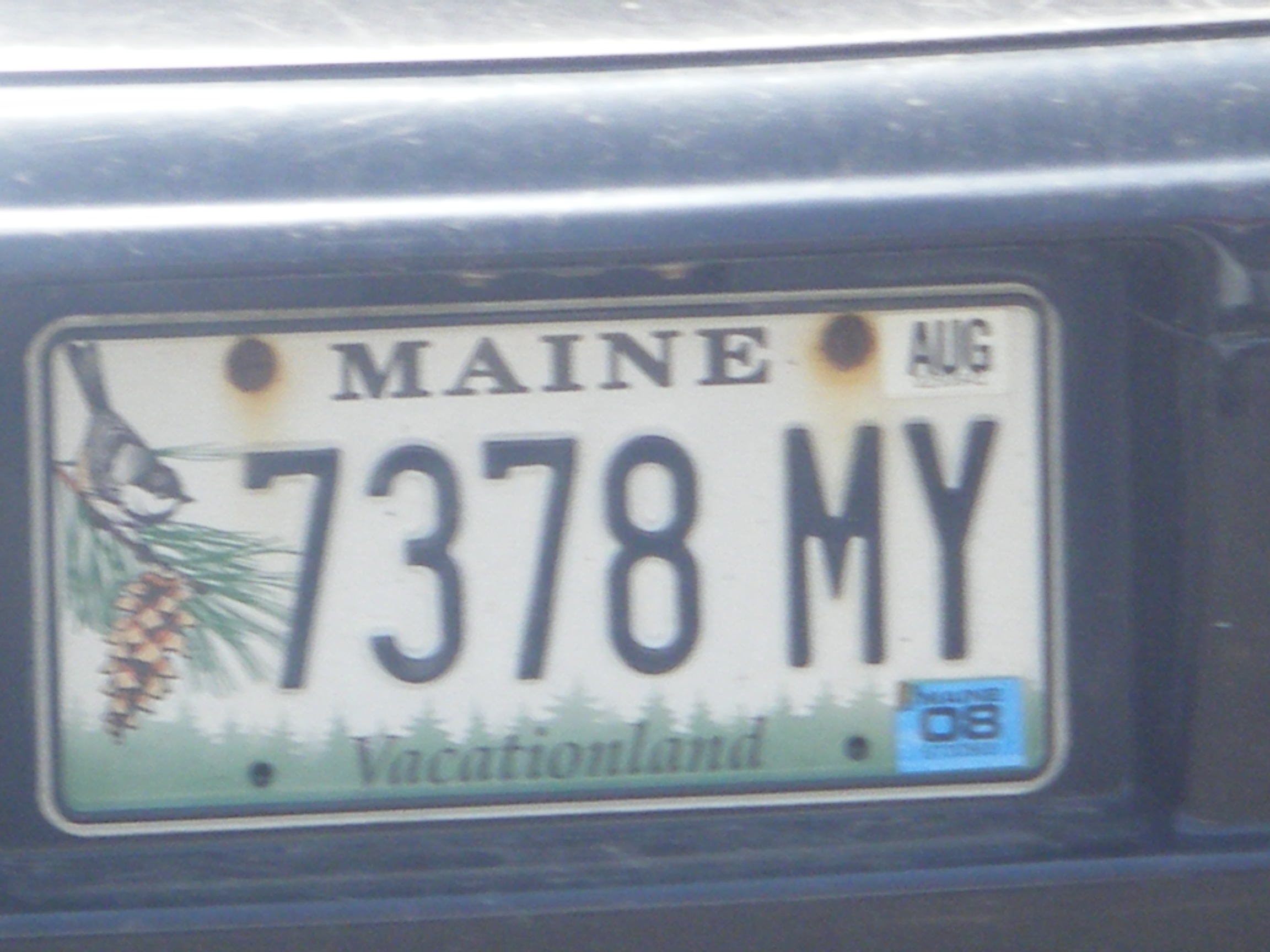
Uma placa de registro do Maine, com um chapim-de-cabeça-preta à esquerda.

O chapim-de-cabeça-preta é o pássaro do estado do Maine e de Massachusetts e o pássaro da província de Novo Brunswick. Em 2022, o chapim-de-cabeça-preta foi nomeado o pássaro oficial de Calgary, Alberta. O pássaro aparece com destaque na placa de registro de veículos padrão do Maine.

## Status de conservação
A IUCN classifica o chapim-de-cabeça-preta como espécie pouco preocupante devido à sua ampla distribuição e grandes populações. Embora a população exata seja desconhecida, as contagens anuais de pássaros, como a Contagem Natalina de Aves [en], indicam que a população está aumentando.
Sabe-se que os chapins-de-cabeça-preta são vítimas de causas de mortalidade relacionadas ao homem, como voar contra janelas ou morrer por ingestão de pesticidas. Além disso, animais de estimação, como gatos, representam uma ameaça para os chapins.